# اس‌ام یوسی-۷۷
اس‌ام یوسی-۷۷ (به انگلیسی: SM UC-77) یک زیردریایی بود که طول آن ۱۶۵ فوت ۶ اینچ (۵۰٫۴۴ متر) بود. این زیردریایی در سال ۱۹۱۶ ساخته شد.